# Cephalorhynchus
Cephalorhynchus (latinización de las palabras griegas: kéfalos, "cabeza" y rhynkos, "pico", es decir, "cabeza aguzada") es un género de cetáceos odontocetos de la familia Delphinidae compuesto por cuatro especies. Se caracterizan por su pequeño tamaño. Habitan en el hemisferio sur.

## Taxonomía
Este género fue descrito por el zoólogo británico John Edward Gray en 1846, quien asignó como especie tipo a Delphinus heavisidii.
Especies
Se reconocen como válidas las siguientes especies:
- Cephalorhynchus commersonii (Lacépède, 1804) - tonina overa
- Cephalorhynchus eutropia (Gray, 1846) - delfín chileno
- Cephalorhynchus heavisidii (Gray, 1828) - delfín de Heaviside
- Cephalorhynchus hectori (P. J. van Bénéden, 1881) - delfín de Héctor